# Randouka
Randouka (biał. Рандоўка; ros. Рандовка, Randowka; pol. hist. Randówka) – wieś na Białorusi, w obwodzie homelskim, w rejonie homelskim, w sielsowiecie Prybar, nad Randouką.
3,8 km od Randouki znajduje się przystanek kolejowy Randouski, położony na linii Homel – Kalinkowicze.

## Historia
W XIX i w początkach XX w. położona była w Rosji, w guberni mohylewskiej, w powiecie homelskim. Następnie w granicach Związku Sowieckiego. Od 1991 w niepodległej Białorusi.